# Cumberland (zatoka)
Cumberland (ang. Cumberland Sound) – zatoka Oceanu Atlantyckiego, w Cieśninie Davisa, w północnej części Kanady. Wcina się 300 km w głąb Ziemi Baffina i osiąga głębokość do 200 m. Zatoka posiada silnie rozwiniętą linię brzegową.